# AmigaGuide
AmigaGuide — очень простой язык разметки гипертекстовых документов, применяющийся для написания справочной (главным образом) документации в операционных системах, подобных AmigaOS (AmigaOS 4, AROS, MorphOS).
Документ AmigaGuide представляет собой обычный текстовый (ASCII) файл, размеченный «тегами»; для того, чтобы его редактировать, достаточно обычного текстового редактора.

## AmigaGuide и MultiView
Для просмотра с использованием всех предоставляемых возможностей (форматирование, гиперссылки, запуск приложений AmigaOS и скриптов ARexx) используются приложения AmigaGuide, Multiview (при наличии соответствующего datatype), PowerGuide. В то же время, документ может быть просмотрен и как обычный текстовый файл.
В качестве стандартного языка разметки гипертекстовых документов в AmigaOS формат начал применяться, начиная с Workbench 2.x (см. ) в 1992 году, когда в поставку было включено приложение для просмотра AmigaGuide-документов. Пользователи более ранних версий могли (и могут сейчас) загрузить необходимое приложение с архива программ для Amiga — Aminet — по ссылке AmigaGuide 34. Начиная с AmigaOS 3.0, приложение AmigaGuide было заменено более полным и гибким MultiView.

## Поддержка на других платформах
Хотя формат AmigaGuide и был разработан для Amiga и используется для документирования программ для AmigaOS-подобных систем, просмотреть документы можно на различных платформах:
- Java — JAGUaR
- DOS — AGView (недоступная ссылка)
- Microsoft Windows — AGWViewer, WinGuide (архив LHA), WinGuide (архив ZIP)
- GNU/Linux — AGReader
- Mac OS - Grotag

## Синтаксис
Все команды AmigaGuide начинаются с символа «@» («собака»). Для распознавания по сигнатуре «@database» и обработки как документ AmigaGuide, первая строка файла должна содержать команду объявляющую документ:
@database Amigaguide.guide
Определено три вида команд: Глобальные, Узлы и Атрибуты
Есть три категории команд: Глобальные (Global), Узловые (Node) и Атрибутные (Attributes).
Глобальные команды обычно находятся в начале документа, перед определением каких-либо узлов, и действуют на все узлы документа. Технически они могут быть где угодно. Многие команды можно использовать как глобально, так и в узлах.
Узловые команды находятся в узлах (узел — область текста которая начинается с объявления командой @node и заканчивается командой @endnode) и действуют только в пределах своего узла.
Атрибутные команды могут указываться в любом месте. Помимо символа @, атрибуты всегда используют пару фигурных скобок ({ и }), в которые заключается имя атрибута и, возможно, дополнительные аргументы атрибута.

### Основные команды
Команды @index, @help, @next, @prev, @toc и link (атрибут универсальной гипертекстовой ссылки) указывают переход к другим узлам. Все эти команды требуют единое именование для узлов по всему документу, но также позволяют включать имена узлов в путь (позволяет узлу находиться в любом документе AmigaGuide). На странице документа AmigaGuide открытого в приложении Multiview такие команды будут выглядеть как прямоугольники с эффектом тиснения обрамляющие текст ссылки.

### Внешние ссылки
Чтобы получить доступ к узлу в другом документе AmigaGuide, необходимо просто указать путь к файлу где он описан перед именем узла. С этой точки зрения AmigaGuide — очень простой язык гипертекста.

### Мультимедийные возможности
Начиная с AmigaOS 3.0 и выше, пользователь может перейти из документа AmigaGuide к любому файлу, поддерживаемому типами данных Amiga — это могут быть изображения, анимации, графика, видео, звук, любые типы данных. Приложение MultiView определяет сигнатуру файла и исходя из неё использует имеющиеся в операционной системе типы данных (datatypes) для представления (проигрывания, воспроизведения, демонстрации и т.д.) пользователю. Однако, пользователь всё равно должен указать имя «узла», даже если файл не является файлом AmigaGuide и не имеет «узлов». Для этого используется следующий синтаксис: "main": "name_of_picture.iff/main".